# Nannocampus
Nannocampus es un género de peces aguja de la familia Syngnathidae, del orden Syngnathiformes. Este género marino fue descrito científicamente en 1870 por Albert Günther.

## Especies
Especies reconocidas del género:
- Nannocampus elegans J. L. B. Smith, 1953
- Nannocampus lindemanensis (Whitley, 1948)
- Nannocampus pictus (Duncker, 1915)
- Nannocampus subosseus Günther, 1870
- Nannocampus weberi Duncker, 1915